# Brusturoasa
Brusturoasa – wieś w Rumunii, w okręgu Bacău, w gminie Brusturoasa. W 2011 roku liczyła 1175 mieszkańców.